# Piotr Kozłowski (aktor)
Piotr Kozłowski (ur. 6 lutego 1965 w Warszawie) – polski aktor telewizyjny, teatralny i dubbingowy, reżyser polskiego dubbingu.

## Życiorys
Absolwent w XXI LO im. H. Kołłątaja w Warszawie i warszawskiej PWST.
Przez wiele lat związany z Teatrem Powszechnym w Warszawie (1988-2004).
Ma w swoim dorobku szereg ról filmowych, m.in. w: „Lawie” w reż. T. Konwickiego, „Ostatnim dzwonku” w reż. M. Łazarkiewicz, „Korczaku” w reż. A. Wajdy, „Europie, Europie” w reż. A. Holland. Wystąpił w spektaklach Teatru Telewizji w reżyserii m.in. P. Cieślaka („Przebudzenie wiosny, „Godzina kota”), T. Zygadły („Kwartet”), J. Zaorskiego („Chłodna jesień”), J. Englerta („Bezimienne dzieło”), R. Glińskiego („Krótka noc”), A. Łapickiego („Śluby Panieńskie”), W. Kowalskiego („Ciałopalenie”) czy A. Glińskiej („Uciekła mi przepióreczka”).
Do ważniejszych jego ról teatralnych należą: Romeo w „Romeo i Julii” w reż. A. Wajdy, Lizander w „Śnie nocy letniej” w reż. M. Wojtyszki, Syfon w „Ferdydurke” w reż. W. Śmigasiewicza, Pan Młody w „Weselu” w reż. K. Nazara, sir Hugo Evans w „Wesołych kumoszkach z Windsoru” w reż. P. Cieplaka, Ojciec Welsh w „Samotnym Zachodzie” w reż. E. Korina, Kułygin w „Trzech siostrach” w reż. A. Glińskiej, czy później Andrzej w tym samym tytule wystawionym w Teatrze „Polonia”.
Prowadzi też działalność literacką, pedagogiczną i reżyserską. Jest również reżyserem dubbingu.

## Filmografia
- 1983: Planeta krawiec – Andrzej
- 1984: Rok spokojnego słońca
- 1986: Maskarada – Młody aktor
- 1987: Dorastanie – student
- 1988: Spadek – Cylek, syn Gedalego
- 1988: Prywatne niebo – Zdzichu, syn Krupniaków
- 1986-1988: Teatrum wiele tu może zmienić – Aktor
- 1989: Lawa – Tomasz Zan
- 1989: Ostatni dzwonek – Kaczor
- 1990: Europa Europa – Dawid Perel
- 1990: Korczak – Heniek
- 1990: Życie za życie. Maksymilian Kolbe – Gajowniczek
- 1993: Kraj świata
- 1995: Pestka
- 1999: Krugerandy – ksiądz
- 1998-2003: Miodowe lata – psychoterapeuta
- 1999-2008: Na dobre i na złe – Marcin Dominik
- 2001: Marszałek Piłsudski – poseł Józef Chaciński
- 2004-2006: Bulionerzy – Henryk Ostrowski
- 2004-2007: Kryminalni – Technik policyjny; Zdzisław Halicki (odc. 42)
- 2005: Rodzina zastępcza – Pyciak (odc. 215)
- 2007: Determinator – Menago
- 2008-2009: 39 i pół - Dyrektor liceum społecznego
- 2008-nadal: Ojciec Mateusz – Ksiądz Sekretarz Jacek Kolanko
- 2013: Prawo Agaty – prokurator (odc. 50)
- 2013: Blondynka – wójt Durdełło (odc. 24 i 25)
- 2018: Ojciec Mateusz - Jackowski w śnie „Pluskwy” (odc. 250)

## Polski dubbing
- 1977-1980: Kapitan Grotman i Aniołkolatki
- 1995: Dragon Ball Z: Fuzja / Atak Smoka
- 1998: Eubodo
- 1999: Eugenio
- 1999: Magiczna uliczka
- 1999-2001: Batman przyszłości
- 1999-2003: Nieustraszeni ratownicy
- 2002: Cyberłowcy
- 2002-2005: Co nowego u Scooby’ego?
- 2004: Legenda telewizji – Brick Tamland
- 2004: W 80 dni dookoła świata – Sutton
- 2005: Oliver Twist – Toby Crackit
- 2005: Bionicle 3: W sieci mroku
- 2006: Ruby Gloom – Straszek
- 2007: Simpsonowie: Wersja kinowa –
  - Szeryf Wiggum,
  - Lenny Leonard,
  - Profesor Frink,
  - Scratchy,
  - Mike Dirnt
- 2007: Wyspa Totalnej Porażki – Harold oraz Psychopata z piłą łańcuchową i takim hakiem
- 2008: Piraci – wyprawa po skarby – Rolfo
- 2008: Horton słyszy Ktosia – Morton
- 2008: Krowy na wypasie − Dug
- 2009: Noc w muzeum 2 – Generał George Armstrong Custer
- 2009: Plan Totalnej Porażki - Harold
- 2009: Epoka lodowcowa 3: Era dinozaurów
- 2009: Przygody misia Krzysia
- 2010: Percy Jackson i bogowie olimpijscy: Złodziej pioruna – Hydra
- 2010: Totalna Porażka w trasie - Harold
- 2010: Alicja w Krainie Czarów
- 2010: Victoria znaczy zwycięstwo – Marty
- 2010: Scooby Doo: Abrakadabra-Doo – Szeryf
- 2011: Cziłała z Beverly Hills 2 – Pan Koop
- 2011: Brzęcz jak wiesz – Pan Biszkopcik
- 2011: Zwyczajny serial
- 2011: Weź Tubę na próbę
- 2011: Tajemnice domu Anubisa - Victor Rodenmaar
- 2012: Podróż na Tajemniczą Wyspę – Kapitan łodzi
- 2012: Przygody Sary Jane – pan Cunningham
- 2012: Inwazja plankton – Kryl Bill
- 2012: Sherlock Jak – Zebu
- 2012: Epoka lodowcowa 4: Wędrówka kontynentów – Louis

## Dialogi polskie
- 2006: Storm Hawks (odc. 22, 26)

## Reżyseria dubbingu
- 2014: Rio 2
- 2014: Hobbit: Bitwa Pięciu Armii
- 2014: Totalna Porażka na wyspie Pahkitew
- 2014: Totalna Porażka: Plejada gwiazd
- 2013: Hobbit: Pustkowie Smauga
- 2012: Hobbit: Niezwykła podróż
- 2012: Epoka lodowcowa 4: Wędrówka kontynentów
- 2012: Inwazja plankton
- 2012: Totalna Porażka: Zemsta Wyspy
- 2012: Podróż na Tajemniczą Wyspę
- 2011: Epoka lodowcowa: Mamucia gwiazdka
- 2011: Rio
- 2010: Totalna Porażka w trasie
- 2010: Super Hero Squad
- 2010: Geronimo Stilton
- 2010: Percy Jackson i bogowie olimpijscy: Złodziej pioruna
- 2010: Moje życie ze mną
- 2009: Plan Totalnej Porażki
- 2009: Epoka lodowcowa 3: Era dinozaurów
- 2008: Piraci – wyprawa po skarby
- 2007: Blanka
- 2007: Skunks Fu
- 2007: Wyspa Totalnej Porażki
- 2002–2005: Dziewczyny, chłopaki (odc. 27-39)
- 1999: Magiczna uliczka